# Tào Sảng
Tào Sảng (chữ Hán: 曹爽, ? - 9 tháng 2, 249), biểu tự Chiêu Bá (昭伯), là một nhà quân sự và nhà chính trị quan trọng của triều đại Tào Ngụy trong thời kỳ Tam Quốc của lịch sử Trung Quốc.
Ông được biết đến vì là quyền thần đáng kể chống lại Tư Mã Ý dưới thời Ngụy đế Tào Phương, gây nên một chuỗi căng thẳng trong chính quyền Tào Ngụy và dẫn đến kết cục sự biến Cao Bình Lăng, khiến một lượng lớn đáng kể tông thất họ Tào bị tiêu diệt và đánh dấu quyền hành tuyệt đối của họ Tư Mã kể từ đây.

## Thân thế
Tào Sảng tiểu tự Mặc (默), người huyện Tiếu, nước Bái (nay là Bạc Châu, An Huy), ông là con trai của Đại tướng quân Nguyên hầu Tào Chân, một vị đại thần của Tào Ngụy, con nuôi của Tào Tháo và rất thân thiết với Tào Phi. Ngay từ khi còn nhỏ, giống với cha là Tào Chân có quan hệ tốt với Tào Phi, Tào Sảng là bạn từ hồi còn rất nhỏ của Thái tử Tào Duệ và cả hai có tình bạn rất khắn khít.
Sau khi Thái tử Tào Duệ lên ngôi, Tào Sảng được bổ làm Tán kị Thị lang (散騎待郎), sau thăng Thành môn Hiệu úy (城門校尉) kiêm Tán kị Thường thị (散騎常侍). Sau lại chuyển nhậm Vũ Vệ tướng quân (武衛將軍), ra vào cung cấm rất thân cận với Ngụy Đế Tào Duệ.
Năm Thái Hòa thứ 5 (231), cha ông Tào Chân qua đời, ông thừa tập tước vị Thiệu Lăng hầu (邵陵侯).

## Đại thần Tào Ngụy
Năm Cảnh Sơ thứ 3 (239), Ngụy Minh Đế Tào Duệ băng hà. Khi Tào Duệ sắp mất, ông ta nghi ngờ Tư Mã Ý và sắp xếp kế hoạch gạt Tư Mã Ý ra khỏi triều đình của người kế vị là Tào Phương. Ông muốn giao phó Tào Phương cho người chú là Tào Vũ (曹宇) với chức nhiếp chính, cùng với Tào Sảng, Tào Triệu (曹肇), và Tần Lãng (秦朗). Tuy nhiên, hai vị quan được ông tin tưởng là Lưu Phóng (劉放) và Tôn Tư (孫資) không thân thiết với Hạ Hầu Hiến và Tào Triệu sợ hãi về việc được phong làm các quan nhiếp chính, và tìm cách thuyết phục ông đưa Tào Sảng (là người họ thân thiết) cùng Tư Mã Ý (khi ấy đang chỉ huy quân tại huyện Cấp (汲縣)), thuộc Tân Hương, Hà Nam ngày nay, và là người Lưu Phóng cùng Tôn Tư thân thiết) làm nhiếp chính thay thế. Tào Vũ, Tào Triệu và Tần Lãng bị gạt khỏi kế hoạch. Chỉ còn Tào Sảng, và còn có cả Tư Mã Ý.
Không an lòng để Thái tử do Tư Mã Ý phụ trợ, Tào Duệ thăng Tào Sảng làm Đại tướng quân (大將軍), kiêm Đô đốc trung ngoại chư quân sự (都督中外諸軍事), Lục thượng thư sự (錄尚書事), cùng Tư Mã Ý phò trợ Tân đế. Sau khi Tào Phương kế vị, Tào Sảng lại được thăng làm Thị trung (侍中), cải phong Vũ An hầu (武安侯), thực ấp 11000 hộ, vào triều không gọi tên.
Ban đầu, Tào Sảng và Tư Mã Ý cùng chia sẻ quyền lực, nhưng Tào Sảng nhanh chóng dùng một số thủ đoạn chính trị để đề cao Tư Mã Ý với các chức danh như Đại Thái phó trong khi gạt bỏ quyền lực thực sự khỏi tay ông ta. Tào Sảng sau đó đưa ra mọi quyết định quan trọng và không cần hỏi ý kiến Tư Mã Ý. Nhanh chóng, vây cánh của Tào Sảng gồm Đặng Dương (鄧颺), Lý Thắng (李勝), Hà Yến (何晏), và Đinh Mật (丁謐), những người được biết đến về tài năng nhưng thiếu khôn ngoan, được giao những vị trí quyền lực, và họ trục xuất mọi vị quan không cùng phe cánh với mình khỏi triều đình. Tư Mã Ý vẫn được nắm quyền chỉ huy quân đội, cả việc chống cự cuộc tấn công lớn của Đông Ngô nhưng không có quyền lực trong triều đình.
Năm Chính Thủy thứ 5 (244), Tào Sảng tung ra một cuộc tấn công lớn vào thành phố biên giới lớn của Thục Hán ở Hán Trung (Hán Trung, Tứ Xuyên ngày nay), mà không chuẩn bị kỹ càng về hậu cần. Hai bên ở thế giằng co, nhưng sau khi các lực lượng Tào Ngụy hết lương thực, Tào Sảng buộc phải rút lui với tổn thất lớn về nhân mạng. Tuy nhiên, dù thua trận, Tào Sảng vẫn nắm thực quyền.
Năm Chính Thủy thứ 8 (247), Tư Mã Ý chán nản với hoàn cảnh hữu danh vô thực của mình, cáo ốm xin về vườn. Tào Sảng phái Lý Thắng tới dò la có phải Tư Mã Ý ốm thật hay không, Tư Mã Ý đóng giả và lừa được Lý Thắng.

## Cái chết
Năm Chính Thủy thứ 10 (249), Tư Mã Ý ra tay, phát động sự biến Cao Bình Lăng nổi tiếng.
Khi Tào Phương và Tào Sảng ở bên ngoài Lạc Dương để tới thăm mộ Tào Duệ kết hợp với đi săn thì Tư Mã Ý, với sự trợ giúp của một số vị quan chống Tào Sảng, ép Quách thái hậu ra chiếu chỉ trừ Tào Sảng, đồng thời đóng tất cả các cổng thành Lạc Dương và gửi một thông báo tới Tào Phương, buộc tội Tào Sảng kiềm chế và lũng đoạn triều đình và yêu cầu Tào Sảng cùng anh em của ông ta phải bị cách chức.
Tào Sảng hoảng sợ không biết phải làm thế nào, thậm chí khi đã được cố vấn là Hoàn Phạm gợi ý mang Tào Phương chạy đến kinh đô khác ở Hứa Xương để phát hịch gọi quân các trấn về chống lại Tư Mã Ý, Tào Sảng chọn cách đầu hàng với lời hứa của Tư Mã Ý rằng sẽ cho ông ta giữ lại mọi chức danh. Tuy nhiên, Tư Mã Ý nhanh chóng nuốt lời và hành quyết Tào Sảng cùng tất cả phe cánh cùng họ hàng của họ vì tội mưu phản.

## Gia đình
- Trưởng bối:
  - Phụ thân: Tào Chân (曹真), quan đến Đại tư mã.
  - Thúc phụ: Tào Bân (曹彬).
  - Cô cô: Đức Dương Hương chúa Tào thị (魏德阳乡主曹氏)
  - Cô phụ: Hạ Hầu Thượng (夏侯尚), Chinh nam Đại tướng quân.
- Thê thiếp: 
  - Lưu thị (刘氏)
  - Trương thị (张氏), Tài nhân của Ngụy Minh Đế.
  - Hà thị (何氏), Tài nhân của Ngụy Minh Đế.
- Đệ muội: 
  - Thân đệ: 
    - Tào Hi (曹羲)
    - Tào Huấn (曹训)
    - Tào Tắc (曹则)
    - Tào Ngạn (曹彦)
    - Tào Ngai (曹皑)

  - Biểu đệ: Hạ Hầu Huyền (夏侯玄)
  - Biểu muội: Hạ Hầu Huy (夏侯徽)